# Голова крестьянина (картина Малевича, 1911)
«Голова́ крестья́нина» — единственный известный эскиз к несохранившейся картине Казимира Малевича «Крестьянские похороны», написанный в 1911 году.

## История
«Голова крестьянина» — единственный известный эскиз к несохранившейся картине Казимира Малевича «Крестьянские похороны», написанный в 1911 году. Картина и эскиз были вывезены Малевичем из СССР в 1927 году, в числе 70 картин участвовали в берлинской выставке и были оставлены художником в Берлине. После выставки картина «Крестьянские похороны» исчезла, а «Голова крестьянина» долгое время хранилась в доме у немецкой актрисы Ромы Бан.
Летом 2014 года «Голова крестьянина» при эстимейте 600—800 тысяч фунтов стерлингов была продана на лондонских торгах «Сотбис» за 3,5 миллиона фунтов. В настоящее время находится в частном собрании Кирилла и Юлии Наумовых (Санкт-Петербург).

## Выставки
- 2015, 2—9 апреля — «Малевич. Голова крестьянина» (выставка одной картины), KGallery, Санкт-Петербург[2]
- 2019, 11 апреля — 10 июня — «Три петербургские коллекции», Русский музей, корпус Бенуа, Санкт-Петербург[1]